# Escut de Benasau
L'escut de Benasau és un símbol representatiu oficial de Benasau, municipi del País Valencià, a la comarca del Comtat. Té el següent blasonament:
| « | Escut quadrilong de punta redona, migtruncat i partit. En el primer quarter, en camp de gules, tres muntanyes amb tres creus de sable. En el segon quarter, en camp de gules, un lleó d'or. En el tercer quarter, en camp d'atzur, un bosc amb una praderia de sinople. Per timbre, una corona reial oberta. | » |

## Història
Resolució del 15 de maig de 1998, del conseller de Presidència. Publicat en el DOGV núm. 3.280, del 7 de juliol de 1998.
S'hi representen les armes parlants dels Pujaçons, senyors del poble, i les dels Bosch, senyors d'Ares del Bosc, que forma part del municipi des que Benasau es va independitzar d'Alcoleja.